# Morti nel 384
| Questa pagina contiene informazioni ricavate automaticamente dalle voci biografiche con l'ausilio del template Bio e di un bot. L'aggiornamento è periodico e automatico e ricostruisce completamente la pagina. Se manca una persona in questa lista, sei pregato di non aggiungerla, ma accertati piuttosto che la sua voce biografica contenga il template Bio e che i dati anagrafici siano correttamente compilati. Se il template Bio manca, inseriscilo tu stesso o, in alternativa, metti l'avviso {{tmp\|Bio}} che ne segnala la mancanza. Se i dati riportati sono sbagliati, correggi direttamente la voce biografica; le modifiche saranno visibili in questa lista entro pochi giorni. Per chiarimenti vedi il progetto biografie. La lista contiene solo le 6 persone che sono citate nell'enciclopedia e per le quali è stato implementato correttamente il template Bio. Pagina aggiornata al 26 mar 2025. |

- 22 marzo - Lea di Roma, santa romana
- 20 luglio - Timoteo I di Alessandria, vescovo greco antico
- 11 dicembre - Papa Damaso I, papa, vescovo e santo romano
- Illidio di Clermont, vescovo francese
- Vettio Agorio Pretestato, politico e religioso romano
- Servazio di Tongres, vescovo e santo armeno